# Injanatherium
Injanatherium es un género extinto de jiráfidos. Fue nombrado por primera vez por Heintz en el año 1981.

## Características
El holotipo del género es un cráneo que se recuperó de la parte inferior de la Formación Bakhtiari, en la región Injana, Gebel Hamrin, Irak. Es del Mioceno Tardío, cerca del límite Vallesiense-Turoliense. I. hazimi es un jiráfido de tamaño medio, el cráneo de los cuales se caracteriza por la orientación de sus osiconos. Estos se insertan por encima y detrás de las órbitas oculares, se dirigen hacia el exterior casi horizontalmente, sin ninguna inflexión hacia atrás o hacia adelante siendo perpendiculares al plano sagital del cráneo. Los osiconos están ligeramente elevados por encima del techo del cráneo; su ángulo de divergencia es aprxoximadamente de 150°.
En 1987 se describió una segunda especie de Arabia.